# Lambeth
Lambeth és un districte Londinenc a l'àrea coneguda com a Sud de Londres. El districte de Lambeth està format pels següents barris:
| - Brixton - Clapham - Crystal Palace - Gipsy Hill - Herne Hill - Kennington - Lambeth - Loughborough Junction - Oval i The Oval | - Stockwell - Streatham - Streatham Hill - Eastfields - Tulse Hill - Vauxhall - Waterloo - West Dulwich - West Norwood |